# The Hounds Of Anubis
«The Hounds Of Anubis» (traducido como Los perros de Anubis) es una canción de The Word Alive. Fue lanzado como el segundo sencillo de su primer álbum, Deceiver. El sencillo se estrenó en la página oficial Revolver, el 26 de julio de 2010. La canción es el primer tema del disco y fue escrita por Tyler Smith y los guitarristas, Tony Pizzuti y Zack Hansen. Hansen, dice que el tema tiene una sensación de Egipto, ya que su título se inspira en los egipcios. Smith describió que el tema de la canción es acerca de: yo y el resto de la banda tratando de superar todos nuestros obstáculos y con la ayuda de nuestros aficionados, reuniendo en conjunto para crear algo sorprendente. En la canción yo estoy representado por el rey, en los versos que me refiero a cualquier persona que está en contra de mi reino, mientras que los coros son de aquellos que creen en el rey. En esencia, nuestros fans y seguidores que creen en nosotros.

## Listado de canciones
| N.º | Título                 | Duración |  |
| 1.  | «The Hounds of Anubis» | 4:19     |  |

## Personal

### TWA
- Tyler Smith - voces, guitarra adicional
- Tony Pizzuti - guitarras, coros
- Zack Hansen - guitarras, coros
- Nick Urlacher - bajo
- Dusty Riach - sintetizadores, piano, programación, teclados
- Justin Salinas - batería, percusión

### Producción
- Andrew Wade - producción, masterización, mezcla
- Matt Martone - ingeniera de sonido
- Alan Douches - masterización